# Сіренко Геннадій Олександрович
Генна́дій Олекса́ндрович Сіре́нко (* 29 грудня 1940, Сніжне, Донецька область, УРСР) — професор, доктор технічних наук, академік, заслужений діяч науки і техніки України, дійсний член Академії технологічних наук України, завідувач кафедри неорганічної і фізичної хімії Прикарпатського національного університету імені Василя Стефаника, завідувач кафедри політології та націології Української Духовної Академії рідновірів, член редколегії журналу «Фізика і хімія твердого тіла».

## Життєпис
Народився в родині шахтарки Ольги Ярошенко (Ерошенко) (28 років підземного стажу) та гірничого інженера Олександра Сіренка (50 років підземного стажу).
У 1958 році закінчив середню школу № 3 м. Сніжного.
У 1960 році закінчив Макіївське педагогічне училище фізичного виховання з відзнакою, отримавши кваліфікацію вчителя середньої школи зі спеціальності «фізична культура».
З 1960 до 1963 року проходив військову службу в Азербайджані (Баку) та в Грузії (Ґудаута) у ракетних військах ППО.
У 1963–1967 роки навчався у Новочеркаському політехнічному інституті на хіміко-технологічному факультеті, набувши кваліфікацію інженера-технолоґа зі спеціальності «Хімічна технолоґія пластичних мас» (дипломний проект «Хімічна технологія склопластиків на основі поліефірних смол»). В інституті слухав лекції видатних науковців і педагогів: професорів Ільїна (неорґанічна хімія), Петрашеня (аналітична хімія), Семченка (фізична хімія), подружжя Салько (вища математика), Мамаєва (технолоґія високомолекулярних сполук, технолоґія пластмас)
У 1970 році захистив кандидатську дисертацію за спеціальністю «Тертя та зношування в машинах» за темою, що відноситься до рідких пластичних мастил спеціального призначення, під керівництвом професора Кутькова О. А. З травня 1971 року до середини 1994 року. З 1980 до 1982 року в Сумській філії Харківського політехнічного інституту для роботи над докторською дисертацією.
Працював у Хмельницькому технологічному інституті старшим викладачем, доцентом на кафедрі хімічної технології, а з 1983 року — завідувачем кафедри технології металів, де викладав фізичну і колоїдну хімію, термодинаміку та теплопередачу, теплотехніку, математичні методи в хімії, основи наукових досліджень, процеси та апарати хімічної технології та інші спеціальні курси. У цьому інституті орґанізував наукову та технологічну проблемну лабораторію «Самозмащувальні антифрикційні матеріали», а згодом «Проблем матеріалознавства», яку очолював і здійснював наукове керівництво з 1971 до 1994 року.
У 1997 році в Інституті проблем матеріалознавства ім. І. М. Францевича успішно захищає докторську дисертацію на тему «Створення антифрикційних композитних матеріалів на основі порошків термотривких полімерів та вуглецевих волокон» за спеціальністю «Порошкова металургія та композиційні матеріали». Доцент (1977 р.), професор (1998 р.).
З 1994 до 1998 на політичній роботі.
З 1998 року до 2004 року працює професором у Луцькому державному технічному університеті, а з 2001 року професором кафедри біоорганічної хімії, з 2003 року — завідувачем кафедри теоретичної і прикладної хімії (зараз — неорганічної та фізичної хімії).

## Професійна діяльність
Направленість педагогічної діяльності Генадія Сіренка:
- фізична і колоїдна хімія,
- хімія високомолекулярних сполук,
- математичні методи в хімії і хімічній технології,
- математичні методи в біології, біотехнології, екології та лісознавстві,
- тепломасообмін в хімічній технології, термодинаміка, металознавство.

Наукові інтереси:
- технологія і властивості антифрикційних композитних полімерних матеріалів;
- рідкі, пластичні та тверді антифрикційні мастильні матеріали;
- фізика і хімія поверхні твердих тіл;
- фізика і хімія колоїдних систем;
- антифрикційні покриття та наноплівки на поверхні твердих тіл;
- хімотрибологія, тертя, зношування та мащення поверхонь твердих тіл;
- порошкова металургія та композиційні матеріали;
- шорсткість поверхні твердих тіл та контактні явища;
- математичні методи планування та аналізу експерименту;
- українська філософська думка, світоглядні засади української рідної віри;
- державотворення та конституційний процес;
- нація та ідеологія українського націоналізму, Українська Національна Ідея.

## Доробок
Генадій Сіренко опублікував близько 40 навчально-методичних праць та англо-російсько-український словник з хімії, фізики і механіки антифрикційних полімерів і тлумачний словник наукових термінів з буквою «ґ». Професор Генадій Сіренко є автором 65 навчально-методичних та 348 наукових праць, з них 3 монографій, 43 патентів і авторських свідоцтв на винаходи та 185 наукових публікацій у фахових журналах: Фізика і хімія твердого тіла, Проблеми трибології, Полімерний журнал, Проблемы трения и изнашивания, Вопросы химии и химической технологии, Хімічна промисловість України, Трение и износ, Механика композитных материалов, Пластические массы, Механика полимеров, Химическое и нефтяное машиностроение, Химия и технология топлив и масел, Композиційні полімерні матеріали, Техника кино и телевидения, Вопросы оборонной техники, Порошкова металлургия тощо.
Учасник багатьох наукових міжнародних конгресів та конференцій і політичних форумів у Мюнхені, Дебрецені, Києві, Львові, Гомелі, Мінську, Гродно, Санкт-Петербурзі тощо. Є автором ХМА-технолоґії отримання антифрикційних полімерних матеріалів. Під його науковим керівництвом і безпосередньої участі розроблено нові композитні матеріали «флубон», «графелон», «хтіболон» і низка рідких і пластичних мастил «ХТІПО», виробництво яких орґанізовано на чотирьох заводах. Нові матеріали знайшли використання більше, ніж на 20 підприємствах України, Білорусі, Росії. Розроблені матеріали демонструвалися на міжнародних і всеукраїнських виставках, ВДНГ СРСР і УРСР.

## Політична та громадська діяльність
Брав участь у створенні Проекту Конституції України — 1996 від Конгресу українських націоналістів; розробив Проект нової Конституції України — 2013 на основі українського звичаєвого права та широкого самоврядування. Був членом наглядової ради суспільного радіо та телебачення у Верховній Раді України від Конгресу українських націоналістів. Сіренко Г. О. має досвід роботи у владних структурах: був депутатом Хмельницької міської ради 2-х скликань (1990–1994, 1994–1998 р.р.) та Хмельницької обласної ради (1994–1998). У 1990–1998 роках як кандидат у народні депутати брав участь у виборах до Верховної Ради України.
З 1 грудня 1992 року Генадій Сіренко є членом Конгресу українських націоналістів. У 1994–1999 роках був Головою Секретаріату Конгресу українських націоналістів, зараз є членом Педагогічного товариства ім. Григорія Ващенка, Наукового та професійного Академічного товариства ім. Миколи Міхновського, Наукового товариства ім. Шевченка, Братства ОУН-УПА, член Головного проводу, Голова Наукової Ради, член Івано-Франківського обласного проводу Конгресу українських націоналістів. У 1989–1996 роках був членом Народного руху України, Подільського Фронту, Національного Фронту, Демократичної партії України, відповідальним секретарем Київської організації «Меморіал», членом президії Всеукраїнського об'єднання та головою Волинської обласної організації «Єдність-2000». У 1988–2011 роках Генадій Сіренко учасник багатьох політичних мітинґів, демонстрацій, голодувань-протестів.
Брав участь у знесенні пам'ятника Сталіна в м. Ґудаута, та Леніна в м. Хмельницькому. Як депутат Хмельницької міської ради ініціював та безпосередньо брав участь у розкопках розстріляних жертв сталінських репресій. Досліджує конституційний процес, етнодержавотворення, ідеологію української держави, ідеологію українського націоналізму, лібералізму, консерватизму, демократизму тощо.
Генадій Сіренко є кореспондентом газет:
- «Нація і держава» (Київ),
- «Шлях перемоги» (Київ),
- «Українська Центральна Інформаційна Служба» (Лондон).

Публікувався в газетах: «Україна молода», «Нація і держава», «Шлях перемоги», «Українське слово», «Українська думка», «Вечірній Київ», часописі «Визвольний шлях», бюлетені «Української Центральної Інформаційної Служби» та «Меморіал» тощо.
Геннадій Сіренко викликав міністра освіти і науки Дмитра Табачника на дуель, бо вважає, що в Україні не місце нацистам: Леніну, Троцькому, Сталіну, Гітлеру і Табачнику. Оскільки живий у цьому списку лише Табачник, то 9 травня викликали на дуель його. Дату 9 травня обрав спеціально. Цього дня святкують Перемогу над фашизмом і нацизмом.

## Нагороди
Нагороджений медалями «Винахідник СРСР», «ВДНГ СРСР», «ВДНГ УРСР», «90-років Степанові Бандері». Підготував 9 кандидатів наук. Член редакційної колеґії журналу «Фізика і хімія твердого тіла», заступник головного редактора «Вісника Прикарпатського національного університету імені Василя Стефаника. Серія Хімія», вчений секретар спеціалізованої вченої ради по захисту докторських (кандидатських) дисертацій за спеціальностями «Фізика і хімія поверхні» (фізико-математичні науки) та «Фізика колоїдних систем» (фізико-математичні науки) та член спеціалізованої вченої ради по захисту кандидатських дисертацій за спеціальностями «Хімія твердих тіл» (хімічні науки) та «Фізика і хімія поверхні» (хімічні науки). Заслужений діяч науки і техніки України (2015).

## Сім'я
Одружений, має 2 дітей — сина Артура і доньку Оксану, обидва кандидати біологічних наук, та 4 онуків — Софію, Тіну, Юліанну, Богуслава.
Дружина — Дубінець Ганна Мусіївна, математик.

## Захоплення
- українська філософія Григорія Сковороди та Ореста Хмельовського;
- історія України;
- українська поезія Тараса Шевченка, Лесі Українки, Івана Франка, Василя Стуса, Валентина Бендюга, Ліни Костенко, Василя Симоненка;
- російська поезія Сергія Есеніна;
- світоглядна система української рідної віри, що викладена у «Велесовій книзі» та наукових працях Володимира Шаяна, Галини Лозко, Сергія Плачинди, Михайла Відейка, Валерія Войтовича, Івана Зайця, Любові Саннікової, Юрія Шилова, Володимира Осипчука-Скороводи;
- живопис Катерини Білокур та Івана Марчука.

Життєве кредо: «Україна понад усе: здобудеш українську національну державу, або згинеш у боротьбі за неї!»